# Papplewick
Papplewick is een civil parish in het bestuurlijke gebied Gedling, in het Engelse graafschap Nottinghamshire met 756 inwoners.